# 王勝偉
王勝偉（音譯：哈露·拿耀，1984年4月1日—），是一名台灣棒球選手，臺東縣成功鎮出生的阿美族人，綽號「王拔」。曾效力於中華職棒中信兄弟，現效力於中華職棒富邦悍將，守備位置為游擊手。
其胞兄為前統一7-ELEVEn獅投手王勝榮。

## 生平
小學時擔任投手和捕手，到了國中改以外野手為主，高中時期則改守三壘，當時的教練高克武看重球員的守備能力，因此讓王勝偉在高中時期有著優異的守備能力。大學進入國立臺灣體育學院就讀，並達成自己的願望成為游擊手，由於高中時打下的基礎，因此讓他在大學時期多次入選中華隊，更在2005年和隊友增菘瑋接受學校安排到美國參加夏季聯盟進行磨練及交流。
2006年，於代訓選手選秀會上獲得兄弟象隊的第一指名，由於出色的守備能力及打擊上的表現，被視為是陳瑞振的接班人，更被當時兄弟象隊的總教練王光輝稱讚，認為只要游擊防區只要有王勝偉在，未來十年都不必擔心游擊手的問題，可見當時對他的評價之高。
2007年是代訓的第一年，在二軍出賽28場比賽，有39支安打及2支全壘打，打擊率0.379，是相當優異的成績，隔年初也入選奧運最終資格排名賽（八搶三資格賽），是進入職棒後首次入選國家隊。
2008年，球季一開始就締造初登板連續11場比賽擊出安打的紀錄，該年也出賽97場比賽，有98支安打及2支全壘打，打擊率0.257，其中有24次盜壘拿下了盜壘王，同時拿下了金手套獎，展現了狀元的價值。另外他在單季也有19次被觸身球打破中華職棒的紀錄。
2009年，隨著主力游擊手陳瑞振移防至三壘手，王勝偉正式扛下游擊大關，並和陳江和主守的二壘合稱為「勝龜連線」（陳江和綽號紅龜），而他也在5月30日擊出生涯首支首打席全壘打的特殊紀錄，10月11日更打出首打席首球的場內全壘打，是中華職棒第一人，同年更以42次盜壘達成盜壘王二連霸，更是繼2003年的黃甘霖之後再度有單季40盜的球員。
在2009年的總冠軍賽第6戰，當時兄弟象和統一獅鏖戰至第17局還是平手的狀態下，王勝偉擊出了一支陽春全壘打，最後兄弟於下半局守成，讓兄弟象得以將戰局延長至第7戰。雖然最後兄弟象沒能獲得該年的總冠軍，但這支全壘打也讓王勝偉在歷史上留名。
2010年起，藉由穩定的守備及隊友的貢獻，他和陳江和締造了游擊手及二壘手金手套獎三連霸的紀錄，期間也有拿下最佳十人游擊手，是少見具有攻擊和守備的游擊手之一。
2015年7月31日，達成完全打擊，是中華職棒史上第9人，也是兄弟隊史第一人。
2017年，入選經典賽，這也是自2012年亞洲棒球錦標賽後再度入選國際賽，不過他在該屆比賽並沒有打擊機會，僅上場代跑及守備。5月3日，擊出生涯第1000支安打，是中華職棒史上第20人。6月24日，達成生涯第100次被觸身球，成為中華職棒史上第二人，兄弟球團也特別為他舉行頒獎典禮，為這位「萬磁王」致敬。
2018年5月17日，達成生涯第200次盜壘，成為中華職棒史上第4人，不過在6月5日的比賽中因為要執行短打不慎讓球打到右手大拇指，導致骨折，因此必須休息4到5周，但在手傷痊癒歸隊後，於10月9日擊出該季第10支全壘打，不但是生涯首度單季10轟，更成為中職史上第4位單季10轟的本土游擊手。不過因為季中受傷的關係，該年出賽66場比賽為生涯最低，更因此中斷金手套獎、明星賽出賽等連續紀錄。
2019年，於10月2日達成生涯第1200場游擊手出賽，是中職第一人，季末拿下生涯第9次游擊手金手套獎，是中華職棒史上最多，同時入選12強賽，和胡金龍成為該屆賽事中最年長的兩位球員。
2020年，由於在熱身賽中調整不及，因此趕不上開幕戰，同時球隊在缺少王勝偉的情況下將新人江坤宇拉上游擊位置，使得江坤宇成為兄弟的主力游擊手，但這也壓縮了王勝偉的出賽空間，該年出賽30場比賽為生涯新低，更在台灣大賽中遭到捨棄，未能出戰。
2021年，由於江坤宇、岳東華等人表現出色，因此王勝偉在該年在一軍更低到只有5場出賽，而且沒有擊出安打，是生涯最差成績，季末也請求兄弟球團將他放在60人保留名單外，以求轉至他隊尋求更多的出賽機會。
2022年1月3日，獲得富邦悍將隊網羅，延續職棒生涯，轉戰富邦悍將的首年，就出賽95場比賽，擊出96支安打，打擊率0.298，成為悍將主力，季末也獲得中華職棒東山再起獎。
2023年8月14日，完成生涯第232次盜壘，正式超越彭政閔的231次盜壘，成為中職史上第三多、現役球員最多。

## 職棒生涯成績
- (粗黑體字為該年度最佳或最高成績)

| 年度 | 球隊     | 出賽 | 打數 | 安打 | 全壘打 | 打點 | 得分 | 盜壘 | 三振 | 四死 | 壘打數 | 雙殺打 | 打擊率 | 上壘率 | 長打率 | OPS   |
| ---- | -------- | ---- | ---- | ---- | ------ | ---- | ---- | ---- | ---- | ---- | ------ | ------ | ------ | ------ | ------ | ----- |
| 2008 | 兄弟象   | 97   | 381  | 98   | 2      | 36   | 61   | 24   | 58   | 51   | 129    | 11     | 0.257  | 0.344  | 0.339  | 0.683 |
| 2009 | 兄弟象   | 106  | 387  | 118  | 7      | 56   | 73   | 42   | 57   | 55   | 169    | 7      | 0.305  | 0.387  | 0.437  | 0.824 |
| 2010 | 兄弟象   | 118  | 456  | 110  | 2      | 57   | 52   | 19   | 71   | 32   | 150    | 6      | 0.241  | 0.289  | 0.329  | 0.618 |
| 2011 | 兄弟象   | 116  | 398  | 112  | 1      | 38   | 52   | 7    | 66   | 37   | 136    | 9      | 0.281  | 0.341  | 0.342  | 0.683 |
| 2012 | 兄弟象   | 120  | 428  | 122  | 6      | 67   | 76   | 15   | 79   | 49   | 167    | 6      | 0.285  | 0.350  | 0.390  | 0.740 |
| 2013 | 兄弟象   | 117  | 430  | 107  | 2      | 44   | 59   | 29   | 87   | 32   | 137    | 11     | 0.249  | 0.298  | 0.319  | 0.617 |
| 2014 | 中信兄弟 | 108  | 343  | 87   | 0      | 21   | 36   | 21   | 58   | 26   | 103    | 10     | 0.254  | 0.305  | 0.300  | 0.605 |
| 2015 | 中信兄弟 | 114  | 378  | 110  | 6      | 40   | 62   | 16   | 46   | 27   | 146    | 8      | 0.291  | 0.333  | 0.386  | 0.719 |
| 2016 | 中信兄弟 | 106  | 377  | 113  | 5      | 53   | 76   | 3    | 45   | 42   | 158    | 8      | 0.300  | 0.365  | 0.419  | 0.784 |
| 2017 | 中信兄弟 | 98   | 312  | 83   | 2      | 29   | 58   | 20   | 46   | 29   | 112    | 7      | 0.266  | 0.325  | 0.359  | 0.684 |
| 2018 | 中信兄弟 | 66   | 229  | 65   | 10     | 33   | 46   | 5    | 47   | 24   | 118    | 4      | 0.284  | 0.352  | 0.515  | 0.867 |
| 2019 | 中信兄弟 | 109  | 330  | 84   | 11     | 41   | 47   | 8    | 72   | 29   | 142    | 9      | 0.255  | 0.314  | 0.430  | 0.744 |
| 2020 | 中信兄弟 | 30   | 67   | 18   | 1      | 5    | 10   | 4    | 19   | 12   | 19     | 2      | 0.269  | 0.375  | 0.343  | 0.605 |
| 2021 | 中信兄弟 | 5    | 9    | 0    | 0      | 1    | 3    | 0    | 3    | 1    | 0      | 0      | 0.000  | 0.182  | 0.000  | 0.182 |
| 2022 | 富邦悍將 | 95   | 322  | 96   | 2      | 27   | 37   | 12   | 63   | 37   | 118    | 2      | 0.298  | 0.365  | 0.366  | 0.731 |
| 2023 | 富邦悍將 | 65   | 201  | 49   | 2      | 21   | 26   | 13   | 41   | 20   | 71     | 2      | 0.244  | 0.311  | 0.353  | 0.664 |
| 2024 | 富邦悍將 | 41   | 106  | 25   | 0      | 15   | 12   | 3    | 23   | 13   | 32     | 2      | 0.236  | 0.311  | 0.302  | 0.613 |
| 合計 | 17年     | 1511 | 5154 | 1397 | 59     | 584  | 786  | 241  | 881  | 517  | 1911   | 104    | 0.271  | 0.334  | 0.371  | 0.705 |

## 特殊事績
- 2008年3月19日～4月5日，締造初登板連續11場比賽擊出安打紀錄（後於2014年由高孝儀追平紀錄）。
- 2008年6月19日，於斗六棒球場對戰統一7-ELEVEn獅隊，擊出職棒生涯首發全壘打。
- 2008年8月31日，於天母棒球場對戰統一7-ELEVEn獅隊，四局下面對林正豐遭到觸身球保送，單季19次觸身球保送為中華職棒紀錄（後在2012年被興農牛隊蘇建榮以20次打破），也因此有了「萬磁王」的稱號。
- 2009年5月30日，於天母棒球場對戰興農牛隊，擊出首局首打席全壘打，為生涯首支。
- 2009年10月11日，於台中棒球場對戰興農牛隊，擊出首局首打席首球場內全壘打，為中華職棒本土第一人。
- 2009年10月24日，於總冠軍賽第6戰在台南市立棒球場對戰統一7-ELEVEn獅隊，在17局上雙方比數4比4僵持不下的情況下，從高建三手中敲出帶有勝利打點的陽春全壘打。
- 2011年5月22日，於桃園國際棒球場對戰統一7-ELEVEn獅隊，四局上擊出右外野方向安打，完成中華職棒聯盟史上的第100,000支安打。
- 2012年3月21日，於新莊棒球場，10局下半從統一7-ELEVEn獅救援投手林岳平手中擊出生涯第一支再見安打，幫助球隊以4比3獲勝。
- 2012年4月11日，於新莊棒球場，7局下半從Lamigo桃猿後援投手林旺億手中敲出帶有2分打點的一壘安打，打進職棒生涯的第200分及201分打點。
- 2012年5月11日，於新竹棒球場對戰Lamigo桃猿，7局下半完成職棒生涯百盜，為聯盟第17位，兄弟象隊史第5位完成此紀錄的球員。
- 2012年6月18日，於新莊棒球場對戰統一7-ELEVEn獅，八局下半從傅于剛手中擊出一壘安打，達成職棒生涯第500支安打。
- 2012年6月22日，於新莊棒球場對戰興農牛，十局下半在二人出局滿壘的情況下，從張耿豪手中獲得四壞球保送，達成職棒生涯第200次四死球，擠回再見分幫助球隊以8比7獲得勝利。
- 2012年8月19日，於桃園國際棒球場對戰統一7-ELEVEn獅，達成職棒生涯第300得分。
- 2015年7月31日，面對義大犀牛隊完成完全打擊。（順序為全壘打→二壘安打→三壘安打→一壘安打）
- 2017年5月3日，於洲際棒球場對戰Lamigo桃猿隊，擊出個人職棒生涯第1000支安打，成為中職史上第20位達成千安球員。
- 2017年6月24日，於桃園國際棒球場面對Lamigo桃猿達成生涯第100次觸身球，聯盟史上第2人。
- 2018年5月17日，於新莊棒球場面對富邦悍將隊完成生涯第200次盜壘成功，聯盟史上第4人。
- 2018年5月27日，於洲際棒球場對戰富邦悍將隊，九局下接替岳東華上場代打，達成職棒生涯首支代打全壘打。
- 2022年8月30日，於洲際棒球場對戰中信兄弟隊，達成生涯1300安，為中職史上第11人，以38歲151天成為最老達成紀錄。

## 外部連結
- 王勝偉在台灣棒球維基館上的頁面（繁體中文）
- 王勝偉在中華職棒官網
- 王勝偉在Baseball-Reference.com（小聯盟以及海外聯盟）（英语）

| 前任： 黃俊中                    | 中華職棒代訓選秀狀元 2006年                                      | 繼任： 無                        |
| 獎項                             |                                                                  |                                  |
| 前任： 陳鏞基                    | 中華職棒明星賽MVP 2013年                                         | 繼任： 郭嚴文                    |
| 前任： 黃龍義 張志豪 林智平      | 中華職棒盜壘王 2008-2009年 2013年 2017年                         | 繼任： 鄭達鴻 林智平 王威晨      |
| 前任： 鄭兆行 林智勝             | 中華職棒最佳十人獎（游擊手） 2011年 2013年                       | 繼任： 林智勝 陳鏞基             |
| 前任： 林智勝 鄭兆行 林瑋恩 從缺 | 中華職棒金手套獎（游擊手） 2008年 2010-2012年 2014-2017年 2019年 | 繼任： 鄭兆行 林瑋恩 從缺 江坤宇 |
| 前任： 林益全                    | 中華職棒完全打擊締造者 2015年7月31日                             | 繼任： 胡金龍                    |